# Manon Herbulot
Pour les articles homonymes, voir Herbulot.
Manon Herbulot, née le 30 mars 2007, est une tireuse sportive française.

## Carrière
Manon Herbulot obtient sa participation aux Jeux olympiques de Paris, en finissant à la 2e place du tournoi de qualification olympique, qui se déroule à Rio de Janeiro, faisant aussi office d'épreuve de la Coupe du monde de tir de l'ISSF 2024.